# Gällivare socken
Gällivare socken ligger i Lappland och motsvarar området som sedan 1971 utgör Gällivare kommun, från 2016 inom distrikten Gällivare, Hakkas, Malmberget och Nilivaara.
Socknens areal är 16 943,42 kvadratkilometer, varav 15 995,82 land. År 2000 fanns här 19 420 invånare.  Tätorterna Malmberget, Koskullskulle, Hakkas, Ullatti och Nilivaara samt tätorten och kyrkbyn Gällivare med kyrkorna Gällivare kyrka och Gällivare gamla kyrka  ligger i socknen.

## Administrativ historik
Gällivare socken bildades 11 oktober 1742 genom en utbrytning ur Jokkmokks socken. Jokkmokks socken bröts i sin tur ut ur Luleå socken 1607.
När 1862 års kommunreform genomfördes i Lappland 1874 överfördes ansvaret för de kyrkliga frågorna till Gällivare församling och för de borgerliga frågorna till Gällivare landskommun. Ur församlingen utbröts 1962 Hakkas, Malmbergets och Nilivaara församlingar, där från 2010 Hakkas och Nilivaara församlingar återförts i Gällivare församling. Landskommunen ombildades 1971 till Gällivare kommun.
1 januari 2016 inrättades distrikten Gällivare, Hakkas, Malmberget och Nilivaara, med samma omfattning som motsvarande församlingar hade 1999/2000 och fick 1962, och vari detta sockenområde ingår.
Socknen har tillhört fögderier, tingslag och domsagor enligt vad som beskrivs i artikeln Lappland.

## Geografi
Gällivare socken ligger mellan Stora Luleälv och Kalixälven kring Råneälven och sjöar som Sitasjaure och Kåbtåjaure. Socknen har i öster skogsbygd och i övrigt en högfjällsbygd med höjder som i Kallatjåkko når 1 845 meter över havet.
Socknen genomkorsas av Europaväg 10, Malmbanan samt Inlandsbanan och sträcker sig från lappmarksgränsen mot Överkalix och Bodens kommuner i sydost upp till gränsen mot Tysfjord, Ballangen och Narviks kommuner i Norge i nordväst. Socknens nordvästligaste delar ligger endast cirka 10 km från Norska havet genom Skjombotn och Inre Skjomenfjorden. Hela området har sedan urminnes tider befolkats av samer och varit indelat i lappskatteland. Gällivare skogssameby är områdets enda skogssameby. I övrigt består socknen av fjällsamebyar.
Stora Sjöfallets nationalpark och Sjaunja naturreservat ligger här.
Byar i socken är  Skaulo, Moskojärvi, Mårdsel, Pålkem, Vuottas, Storsaivas, Lillsaivas, Flakaberg, Risträsk och Bönträsk.

### Geografisk avgränsning
Gällivare socken har en totalt cirka 280 km lång gräns mot Jokkmokks socken (tillika Jokkmokks kommun), som är belägen sydväst om Gällivare socken.
Socknens gräns mot Norge (Nordland fylke) är cirka 64 km lång och går från riksröse 250 mot norr och avgränsar först på en sträcka av 25 km Gällivare från Tysfjord kommun. På fjället Pauketjåkka ligger riksröse nummer 253. Här möts Gällivare, Tysfjords och Ballangens kommuner. Gränsen mellan Gällivare och Ballangen kommun löper norrut från Pauketjåkka och är cirka 9 km lång och når upp till fjället Storriten och riksröse nummer 254A. Detta är Gällivare sockens (och kommuns) nordligaste punkt och ligger nordväst om den stora sjön Sitasjaure. I området går en liten landsväg, som kommer från Skjombotn och korsar riksgränsen och löper endast någon km på svensk sida för att därefter åter gå in i Norge.
Från Storriten går riksgränsen mot sydost och avgränsar Gällivare socken och kommun från Narviks kommun i norr. Gränsen mot Narvik är cirka 30 km lång och möter vid den s.k. Ivarsten invid Vannaksvattnet kommungränsen mellan Gällivare och Kiruna, ursprungligen sockengräns mellan Gällivare och Jukkasjärvi. Därifrån går sockengränsen österut.
I öster gränsar Gällivare socken mot Tärendö, Korpilombolo och Överkalix socknar, de båda förstnämnda i Pajala kommun och den sistnämnda i Överkalix kommun.
I sydost gränsar Gällivare socken mot den del av Råneå socken som ligger i Bodens kommun. I denna kommun ligger också Edefors socken, som möter Gällivare socken i den punkt där Jokkmokks och Råneå socknar möts, men i övrigt inte gränsar till denna.

## Fornlämningar
Cirka 20 boplatser från stenåldern är funna. Över 150 fångstgropar har påträffats. Från den samiska kulturen är cirka 40 offerplatser kända. Det finns även en större mängd lämningar av visten i sommarbetesland samt runt flyttningsvägarna. En speciell typ av lämningar är de samiska tillfälliga sommargravarna, vilka är från kristen tid. Gravtypen har att göra med att den döde inte kunde begravas annat än under ordinarie kyrkogångstid och av en präst. Till dess detta kunde ske begravdes den döde tillfälligt.

## Historia
Jokkmokk utsågs 1606 till kyrkplats för samerna i hela Lule lappmark. Kaitumsamerna i Gällivaretrakten begav sig ned till Jokkmokk en gång om året, till vintermarknaden, och fick två gånger om året besök av prästen från Jokkmokk. Det sägs emellertid att kaitumsamerna inte tog till sig särskilt mycket av kyrkans budskap utan höll sig till sin gamla religion långt in på 1700-talet. För att råda bot på detta anlades på 1740-talet en kyrka i Gällivare och ett kapell i Killingsuando vid Kaitumälven. 1742 bröts Gällivare socken ut ur Jokkmokks socken och blev ett eget pastorat. Några år senare överfördes byarna Ullatti, Keinosuando, Soutujärvi (nuvarande Skaulo och Puoltikasvaara), Killingi och Vettasjärvi från Jukkasjärvi socken till Gällivare.
Den förste oskattlagda nybyggaren inom nuvarande Gällivare socken var troligen Mickel Andersson (Karvonen) från 1660-talets mitt. Han övergav gården i Pajala omkring 1660 på grund av fattigdom. Han var nämligen far till soldaten Olof Mickelsson Törnqvist. Familjen slog sig ned vid sjön Soutujärvi nära Skaulo, även kallad Soutuniemi. Familjen ödelade nybygget efter några år på grund av konflikt med samen Erik Olsson som innehade skattelandet Soutujärvi. Nybygget upptogs på nytt av finnen Per Persson från ödelagda nybygget Keinosuando inom nuvarande Nilivaara under 1680-talets mitt. Han tvistade här med samen Jon Eriksson (Käira) omkring 1686. Den ovan nämnda Törnqvist köpte nybygget som beskattades från 1694. Befolkningen växte sedan inte mycket förrän gruvdriften i Malmberget kommit igång på 1740-talet.
1928 hade Gällivare socken 18 812 invånare. Samma år hade socknen 722 hektar åker, 32 915 hektar naturlig äng, 676 308 hektar skogs- och hagmark och 889 635 hektar impediment. Municipalsamhällen var 1928: Gällivare kyrkostad, Malmberget och Koskullskulle, vilka tillsammans hade cirka 12 000 invånare.

## Namnet
Namnet (1673 Gillewara) är ett samiskt namn på Malmberget. Förleden betyder 'spalt; mellanrum (till exempel mellan moln) och syftar troligen på en dalgång i berget. Efterleden är várre, 'berg'.
Namnet skrevs vid folkräkningen 1890 Gellivare socken och vid folkräkningarna 1900 och 1910 Gällivare socken.

## Befolkningsutveckling
| Befolkningsutvecklingen i Gällivare socken 1750–1990 | Befolkningsutvecklingen i Gällivare socken 1750–1990 | Befolkningsutvecklingen i Gällivare socken 1750–1990 | Befolkningsutvecklingen i Gällivare socken 1750–1990 | Befolkningsutvecklingen i Gällivare socken 1750–1990 |
| --- | ---------------------------------------------------- | ---------------------------------------------------- | ---------------------------------------------------- | ---------------------------------------------------- |
| |                                                      |                                                      |                                                      |                                                      |
| År |                                                      |                                                      | Folkmängd                                            |                                                      |
| 1750 | 1750                                                 |                                                      | 875                                                  |                                                      |
| 1760 | 1760                                                 |                                                      | 933                                                  |                                                      |
| 1769 | 1769                                                 |                                                      | 1 005                                                |                                                      |
| 1780 | 1780                                                 |                                                      | 1 183                                                |                                                      |
| 1790 | 1790                                                 |                                                      | 1 193                                                |                                                      |
| 1800 | 1800                                                 |                                                      | 1 184                                                |                                                      |
| 1810 | 1810                                                 |                                                      | 1 240                                                |                                                      |
| 1820 | 1820                                                 |                                                      | 1 116                                                |                                                      |
| 1830 | 1830                                                 |                                                      | 1 318                                                |                                                      |
| 1840 | 1840                                                 |                                                      | 1 612                                                |                                                      |
| 1850 | 1850                                                 |                                                      | 1 870                                                |                                                      |
| 1860 | 1860                                                 |                                                      | 2 443                                                |                                                      |
| 1870 | 1870                                                 |                                                      | 2 691                                                |                                                      |
| 1880 | 1880                                                 |                                                      | 3 253                                                |                                                      |
| 1890 | 1890                                                 |                                                      | 4 279                                                |                                                      |
| 1900 | 1900                                                 |                                                      | 11 745                                               |                                                      |
| 1910 | 1910                                                 |                                                      | 16 245                                               |                                                      |
| 1920 | 1920                                                 |                                                      | 19 164                                               |                                                      |
| 1930 | 1930                                                 |                                                      | 20 228                                               |                                                      |
| 1940 | 1940                                                 |                                                      | 20 824                                               |                                                      |
| 1950 | 1950                                                 |                                                      | 22 479                                               |                                                      |
| 1960 | 1960                                                 |                                                      | 27 670                                               |                                                      |
| 1970 | 1970                                                 |                                                      | 25 417                                               |                                                      |
| 1980 | 1980                                                 |                                                      | 24 711                                               |                                                      |
| 1990 | 1990                                                 |                                                      | 22 421                                               |                                                      |
| Anm: Tabellen inkluderar Hakkas, Malmberget och Nilivaara. Källor: Umeå universitet - Tabellverket 1749-1859, Demografiska databasen, CEDAR, Umeå universitet. |                                                      |                                                      |                                                      |                                                      |

### Språk och etnicitet
Nedanstående siffror är tagna från SCB:s folkräkning 1900 och visar inte medborgarskap utan de som SCB ansåg vara av "finsk, svensk eller lapsk stam".
| Årtal | Svenskar | Finnar | Samer | Totalt |
| ----- | -------- | ------ | ----- | ------ |
| 1860  | 551      | 863    | 1 029 | 2 443  |
| 1870  | 761      | 1 164  | 766   | 2 691  |
| 1880  | 763      | 2 027  | 463   | 3 253  |
| 1890  | 1 476    | 2 319  | 484   | 4 279  |
| 1900  | 8 778    | 2 500  | 467   | 11 745 |